# Bredsjön, Blekinge
Bredsjön är en sjö i Ronneby kommun i Blekinge och ingår i Ronnebyån-Vierydsåns kustområde.